# Sri-lankische Frauen-Cricket-Nationalmannschaft in den West Indies in der Saison 2017/18
Die Tour der sri-lankischen Cricket-Nationalmannschaft in die West Indies in der Saison 2017/18 fand vom 11. bis zum 22. Oktober 2017 statt. Die internationale Cricket-Tour war Bestandteil der Internationalen Cricket-Saison 2017/18 und umfasste drei WODIs und drei WTwenty20s. West Indies gewann die WODI-Serie und die WTwenty20-Serie jeweils 3–0.

## Vorgeschichte
Für beide Mannschaften war es die erste Tour der Saison. Das letzte Aufeinandertreffen der beiden Mannschaften bei einer Tour fand in der Saison 2015 in Sri Lanka statt.

## Stadien
Die folgenden Stadien wurden für die Tour als Austragungsort vorgesehen.
| Stadt    | Land                | Stadion                 | Kapazität | Spiele       |
| -------- | ------------------- | ----------------------- | --------- | ------------ |
| Coolidge | Antigua und Barbuda | Coolidge Cricket Ground | 5.000     | 1. – 3. WT20 |
| Tarouba  | Trinidad und Tobago | Brian Lara Stadium      | 15.000    | 1. – 3. WODI |

## Kaderlisten
Sri Lanka benannte seine Kader am 5. Oktober 2017.
Die West Indies benannten ihren WODI-Kader am 7. Oktober und ihren WTwenty20-Kader am 18. Oktober 2017.
| WODI | WODI | WTwenty20 | WTwenty20 |
| West Indies | Sri Lanka | West Indies | Sri Lanka |
| --- | --- | --- | --- |
| - Stafanie Taylor (K) - Merissa Aguilleira - Reniece Boyce - Shamilia Connell - Deandra Dottin - Afy Fletcher - Kycia Knight - Kyshona Knight - Hayley Matthews - Anisa Mohammed - Chedean Nation - Akeira Peters - Shakera Selman | - Inoka Ranaweera (K) - Chamari Athapaththu - Chandima Gunaratne - Nipuni Hansika - Ama Kanchana - Hansima Karunaratne - Achini Kulasuriya - Dilani Manodara - Yashoda Mendis - Hasini Perera - Udeshika Prabodhani - Shashikala Siriwardene - Rebeca Vandort (wk) - Prasadani Weerakkody - Sripali Weerakkody | - Stafanie Taylor (K) - Merissa Aguilleira - Shamilia Connell - Britney Cooper - Deandra Dottin - Afy Fletcher - Kycia Knight - Kyshona Knight - Hayley Matthews - Anisa Mohammed - Chedean Nation - Akeira Peters - Shakera Selman | - Inoka Ranaweera (K) - Chamari Athapaththu - Chandima Gunaratne - Nipuni Hansika - Ama Kanchana - Hansima Karunaratne - Achini Kulasuriya - Dilani Manodara - Yashoda Mendis - Hasini Perera - Udeshika Prabodhani - Shashikala Siriwardene - Rebeca Vandort (wk) - Prasadani Weerakkody - Sripali Weerakkody |

## Women’s One-Day Internationals

### Erstes WODI in Tarouba
| 11. Oktober Scorecard | Tarouba | Sri Lanka 136 (49.4)              | – | West Indies 138-4 (39) |
|                       |         | West Indies gewinnt mit 6 Wickets |   |                        |

Sri Lanka gewann den Münzwurf und entschied sich als Schlagmannschaft zu beginnen. Als Spielerin des Spiels wurde Hayley Matthews ausgezeichnet.

### Zweites WODI in Tarouba
| 13. Oktober Scorecard | Tarouba | Sri Lanka 162 (46.3)              | – | West Indies 163-3 (39.4) |
|                       |         | West Indies gewinnt mit 7 Wickets |   |                          |

Die West Indies gewannen den Münzwurf und entschieden sich als Feldmannschaft zu beginnen. Als Spielerin des Spiels wurde Stafanie Taylor ausgezeichnet.

### Drittes WODI in Tarouba
| 15. Oktober Scorecard | Tarouba | West Indies 182-8 (45/45)       | – | Sri Lanka 142 (40.4/45) |
|                       |         | West Indies gewinnt mit 40 Runs |   |                         |

Sri Lanka gewann den Münzwurf und entschied sich als Feldmannschaft zu beginnen. Als Spielerin des Spiels wurde Stafanie Taylor ausgezeichnet.

## Women’s Twenty20 Internationals

### Erstes WTwenty20 in Coolidge
| 19. Oktober Scorecard | Coolidge | West Indies 140-4 (20)          | – | Sri Lanka 69-7 (20) |
|                       |          | West Indies gewinnt mit 71 Runs |   |                     |

Sri Lanka gewann den Münzwurf und entschied sich als Feldmannschaft zu beginnen.

### Zweites WTwenty20 in Coolidge
| 21. Oktober Scorecard | Coolidge | West Indies 154-6 (20)          | – | Sri Lanka 107 (19.4) |
|                       |          | West Indies gewinnt mit 47 Runs |   |                      |

Die West Indies gewannen den Münzwurf und entschieden sich als Schlagmannschaft zu beginnen. Als Spielerin des Spiels wurde Afy Fletcher ausgezeichnet.

### Drittes WTwenty20 in Coolidge
| 22. Oktober Scorecard | Coolidge | West Indies 159-6 (20)          | – | Sri Lanka 128-5 (20) |
|                       |          | West Indies gewinnt mit 31 Runs |   |                      |

Die West Indies gewannen den Münzwurf und entschieden sich als Schlagmannschaft zu beginnen. Als Spielerin des Spiels wurde Deandra Dottin ausgezeichnet.

## Auszeichnungen

### Player of the Series
Als Player of the Series wurden der folgende Spieler ausgezeichnet.
| Serie | Player of the Series |
| ----- | -------------------- |
| WODI  | –                    |
| WT20  | Deandra Dottin       |

### Player of the Match
Als Player of the Match wurden die folgenden Spielerinnen ausgezeichnet.
| Spiel   | Player of the Match |
| ------- | ------------------- |
| 1. WODI | Hayley Matthews     |
| 2. WODI | Stafanie Taylor     |
| 3. WODI | Stafanie Taylor     |
| 1. WT20 | –                   |
| 2. WT20 | Afy Fletcher        |
| 3. WT20 | Deandra Dottin      |